# Magdalena Kępińska
Magdalena Kuźniewska-Kępińska (ur. 29 maja 1974 roku we Wrocławiu) – polska aktorka teatralna. Absolwentka wydziału aktorskiego PWST we Wrocławiu (rocznik 1997). Zadebiutowała rolą Neriny w spektaklu Komedia pasterska w reżyserii Adama Hanuszkiewicza 27 września 1997 roku na deskach Teatru im. C. K. Norwida w Jeleniej Górze. Związana z Teatrem im. C. K. Norwida w Jeleniej Górze.
Żona aktora Andrzeja Kępińskiego, ma córkę Mirę.

## Filmografia
- 2005: Biuro kryminalne – Maja Wilk, dziewczyna Lamy (odc. 5)
- 2005 – 2006: Tango z aniołem – Maja Brzozowska, żona Mikołaja
- 2006: Pierwsza miłość – starszy aspirant Agnieszka Kacprzak, policjantka z Komendy Wojewódzkiej Policji we Wrocławiu prowadząca dochodzenie w sprawie wypadku, jaki spowodował Paweł Krzyżanowski prowadząc pod wpływem alkoholu szambiarkę
- 2007: Tajemnica twierdzy szyfrów
- 2009: Idealny facet dla mojej dziewczyny – kursantka krav maga

## Wybrane role teatralne
W Teatrze im. C. K. Norwida w Jeleniej Górze:
- 1997: Komedia pasterska – Nerina
- 2000: Opera żebracza – Polly
- 2001: Przygody Tomka Sawyera – Molly Simon
- 2001: Kordian – Laura
- 2002: Komedia sytuacyjna – Doris Sumerskill
- 2002: Mistrz i Małgorzata – Hella; Pielęgniarka
- 2002: Kartoteka – Kelnerka; Dziewczyna; Dziennikarka
- 2003: Wielka woda – Dziewczyna lekkich obyczajów
- 2004: Opowieści o zwyczajnym szaleństwie – Sylwia
- 2005: Kantata na cztery skrzydła – Dziewczyna
- 2005: Dożywocie – Rózia
- 2006: Espresso – Rosa
- 2007: Don Kichote – Antonia
- 2007: Kariera Artura Ui – Dockdaisy
- 2007: Śmierć Człowieka-wiewiórki – Gudrun Ensslin
- 2008: Okrutne i czułe – Fizjoterapeutka Cathy
- 2009: Sztuka dla dziecka – Pani z Sąsiedztwa
- 2009: Trzy siostry – Olga
- 2009: Jesteśmy braćmi? – Regina
- 2009: Scrooge. Opowieść wigilijna o Duchu – Bella; przechodzień; duch; gość
- 2010: Sztukmistrz. Norwid o Polsce. Norwid o Polakach. Norwid o sztuce
- 2010: Dobrze – Córka
- 2010: Przygody rozbójnika Rumcajsa – Księżna Pani
- 2010: Lilla Weneda – Gwinona
- 2011: Proces – Panna Bürstner; Dziewczynka
- 2011: Rozmowy przy wycinaniu lasu – Ethalia

W Teatrze Komedia we Wrocławiu:
- 2007: Przyjazne dusze – Susie Cameron

## Nagrody
- 2005: nagroda dla najlepszej aktorki w sezonie 2004/2005 za rolę Dziewczyny w spektaklu "Kantata na cztery skrzydła" Roberta Bruttera w reż. Krzysztofa Jaworskiego.
- 2007: "Srebrny Kluczyk", nagroda dla najpopularniejszego aktora jeleniogórskiego w sezonie 2006/2007 za rolę Rosy w spektaklu "Espresso" Lucii Frangione w reż. Małgorzaty Bogajewskiej.